# 908
908 هي سنة كبيسة بدأتبيوم الجمعة.

## أحداث

### أوروبا
3 أغسطس

### أيرلندا
13 سبتمبر

### الإمبراطورية العربية
17 ديسمبر

### الصين
26 مارس
1 مايو
9 يونيو
18 يونيو

## مواليد
- إبراهيم بن سنان
- ابن حسنون

## وفيات
- أبو أحمد علي المكتفي بالله